# Boloria nigrofasciata
Boloria nigrofasciata är en fjärilsart som beskrevs av Krzywicki 1967. Boloria nigrofasciata ingår i släktet Boloria och familjen praktfjärilar. Inga underarter finns listade i Catalogue of Life.